# Ландер, Елена Владимировна
Еле́на Влади́мировна Ла́ндер (Федю́шина) (род. 27 сентября 1985, Москва) — российская актриса театра и кино, телеведущая.
С 27 ноября 2014 года по 29 июля 2020 года являлась ведущей программы «Утро России» на телеканале «Россия-1». В прошлом — актриса Московского детского музыкального театра «Экспромт», Мелиховского театра «Чеховская студия».

## Биография
Родилась 27 сентября 1985 года в Москве в театральной семье (отец — режиссёр и театральный педагог, и. о. декана режиссёрского факультета, старший преподаватель кафедры режиссуры драмы РАТИ и главный режиссёр театра «Школа современной пьесы» Владимир Григорьевич Байчер, мать — актриса и театральный педагог Татьяна Сергеевна Федюшина). Окончила музыкальную школу по классу арфы.
В 2006 году окончила актёрский факультет Международный славянский институт имени Г. Р. Державина (художественные руководители — Л. И. Иванова и В. Г. Байчер).
Будучи студенткой второго курса, дебютировала на сцене Московского детского музыкального театра «Экспромт» под руководством Л. И. Ивановой в спектакле «Маменька» по произведениям Гоголя. С 2006 по 2011 год — актриса театра «Экспромт». С 2007 по 2014 год — актриса Мелиховского театра «Чеховская студия» под руководством В. Г. Байчера. Исполняла роли в кино и телесериалах.
С февраля 2013 по 6 сентября 2014 года — ведущая новостных выпусков «День» на 9-м канале в Израиле. 27 ноября 2014 года стала ведущей утренней передачи «Утро России» на канале «Россия-1», сменив Ирину Муромцеву. Работала в паре с Владиславом Завьяловым и с Андреем Петровым. В 2017 году была номинирована на премию ТЭФИ в категории «Дневной эфир» в номинации «Утренняя программа». 29 июля 2020 года провела последний эфир на «России-1», обосновав это переездом в Италию к мужу и детям.

## Личная жизнь
В 2009 году вышла замуж за Тимура Ландера. В 2012 году они развелись. В 2019 году вышла замуж за Фабио Каретту. Дочь — Эстель Тимуровна Ландер (р. 18 апреля 2010).

## Фильмография
- 2006 — Женские истории — Маша (серия «Обманчивый рай»)[1]
- 2006 — Офицеры — золотая молодёжь[1]
- 2006—2019 — Детективы — Лена, помощница детектива[1]
- 2007 — Савва Морозов — Соня (нет в титрах)[1]
- 2008 — Цыганки — секретарь Полины[1]
- 2008—2010 — Ранетки — Людмила, журналистка (25, 26, 27, 28, 29, 30 серии)
- 2009 — Переправа — беженка[1]
- 2012 — Инспектор Купер — эпизод
- 2012 — Паутина 6 — администратор кафе (фильм № 6 «Мошенники на крови»)
- 2013 — Ангел или демон
- 2013 — Пятая стража — эпизод
- 2023 — Самый лучший век моей жизни — Алина